# Ліане Бур
Ліане Бур (нім. Liane Buhr, 11 березня 1956) — німецька академічна веслувальниця.
Олімпійська чемпіонка 1976 (парні четвірки зі стерновою), 1980 (парні четвірки зі стерновою) років.
Чемпіонка світу 1974, 1975, 1979 років у складі парної четвірки зі стерновою.